# Göttinger Pál
Göttinger (Cinke) Pál (Budapest, 1983. február 25. –) Junior Prima-díjas magyar színész, színpadi szerző és színházi rendező.

## Élete, pályafutása
Szülei kórusban ismerkedtek meg, a két húga is kórusban énekel, a bátyja a Zeneakadémiára járt, zenetörténésznek készült. Kisgyerekként furulyázott, majd csellózott, gitározott, majd bekerült a Rádió Gyerekstúdiójába. Sok hangjáték készült akkoriban, így gyakran szerepelhetett egy-egy mondattal, de akadt főszerep is. Olyan színészlegendákkal állhatott a mikrofon előtt, mint Tolnay Klári vagy Gábor Miklós. Később a ciszterciek Szent Imre Gimnáziumába járt, de akkor még határozottan színész akart lenni.
Operaszínházi rendezőnek készült, de abban az évben, amikor felvételizett, nem indult ilyen szak.
A Színház- és Filmművészeti Egyetem színházrendező szakán, Székely Gábor osztályában végzett, 2007-ben. Diplomarendezése a budapesti Merlin Színházban Hamvai Kornél Pokol című műve volt. Első önálló rendezése Dennis Kelly Love & Money című színdarabja volt, mely része volt a VIII. Pécsi Országos Színházi Találkozó versenyprogramjának. 2010-ben tagja volt a POSZT szakmai zsűrijének.
Szakmai gyakorlatait a Radnóti Miklós Színházban, a poznańi Teatr Polski-ban, valamint a londoni Young Vic Theatre-ben végezte. Külföldi szakmai gyakorlatai után szabadúszóként dolgozott. A 2010–2011-es évadban a Bárka Színház, 2011–2013 között a kaposvári Csiky Gergely Színház tagja volt. 2012-től rendszeresen dolgozik az improvizációs színházként működő budapesti Momentán Társulattal. 2013-tól 2014 végéig volt a Pesti Magyar Színház, 2017-től pedig a nyíregyházi Móricz Zsigmond Színház főrendezője, illetve ez év májusától szerződéses viszonyban áll az Orlai Produkciós Irodával is.
Dolgozott budapesti – mint a Merlin Színház, Pinceszínház, MU Színház, Bárka Színház, Szputnyik Hajózási Társaság, Pesti Magyar Színház, Radnóti Miklós Színház –, vidéki – így a debreceni Csokonai Nemzeti Színház-, nyíregyházai Móricz Zsigmond Színház-, tatabánya Jászai Mari Színház-nál – és határon túli – akárcsak a székelyudvarhelyi Nézőpont Színház, a temesvári Csiky Gergely Állami Magyar Színház, Marosvásárhelyen, vagy a Kolozsvári Állami Magyar Opera – színházaknál.
A prózai színházi előadások és a Magyar Rádiónak készített hangjátékok mellett operát, kórusimprovizációs előadásokat és operettet is rendezett.
2009-től az Ördögkatlan Fesztivál egyik szervezője. Időről időre szerepel is, így például résztvevője volt az Ördögkatlan „Busz-Színház ördögi legénység”-ének, 2014-ben pedig díjat is nyert Szabó Borbála Telefondoktor című szórakoztató monodrámájával (amit Orosz Dénes első színházi rendezéseként 2012 szeptembere óta láthat a közönség a Thália Színházban).
Rendezői munkája és a zene mellett színészként és színpadi szerzőként is aktív.
Körösfői-Kriesch Aladár ükunokája.
Felesége Grisnik Petra színésznő.

## Színház

### Rendezései

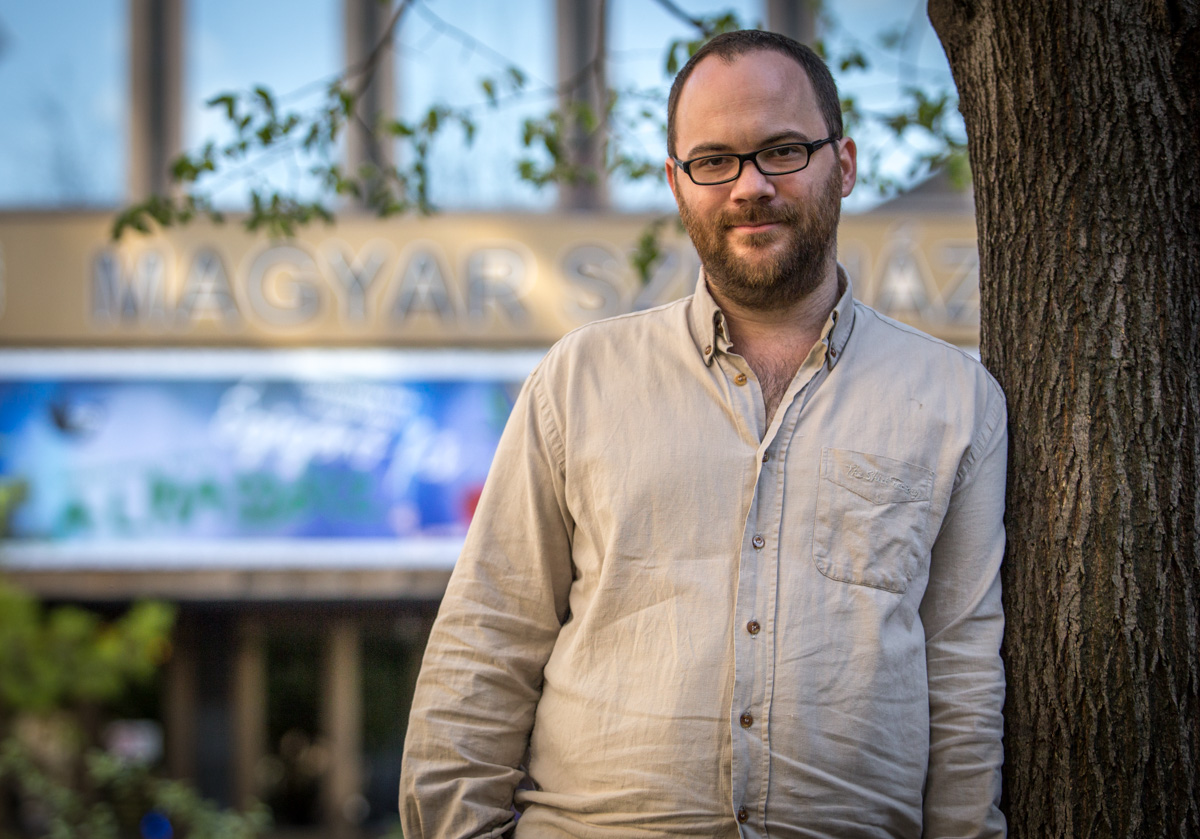
Göttinger Pál 2015-ben(Vas Gergely portréján a Pesti Magyar Színház előtt)

A Színházi adattárban regisztrált bemutatói 2019. január 13-i lekérdezéskor: 34.
Rendezései többek között
- Martin Crimp–Merényi Anna: a.N.N.a
- Duncan Macmillan: Anyám éhesnek tűnik
- Jeroen van den Berg: Családi ünnep
- Christopher Gibbons–Matthew Locke: Cupido és a Halál
- Esterházy Péter: Harminchárom változat Haydn-koponyára
- Caryl Churchill: Hetedik mennyország
- Greg MacArthur: Hóember (snowman)
- Kurátorok (Vajdai Vilmos főrendezésében tizenhat író, tizenöt rendező egy-egy jelenethez; TÁP Színház)[14]
- Szabó Borbála–Varró Dániel: Líra és Epika
- Dennis Kelly: Love and Money
- Erdős Virág: Madame Poe
- Szirmai Albert–Bakonyi Károly–Gábor Andor: Mágnás Miska
- Thomas Mann: Mario és a varázsló
- Mindenütt jó (Juhász Kristóf szövegíró és Soharóza Kórus előadása a Placcc 2009 fesztiválon)[15]
- Hamvai Kornél: Pokol
- Conor McPherson: Tengeren
- Juhász Kristóf: A vágánybenéző
- XIII. Drámaíró Verseny (Béres Attila: Aranytrombita)[16]
- Cupido és a Halál
- John Arden: Élnek, mint a disznók
- Szabó Borbála-Dinyés Dániel: Párkák
- Háy János: Háromszögek
- Háy János–Lovasi András: A kéz
- Michael West: Szabadesés
- Daniel Glattauer: Gyógyír északi szélre
- Vinnai András: Furnitur
- Tasnádi István: Finito
- Henri Meilhac–Ludovic Halévy: Szép Heléna
- Gádor Béla–Tasnádi István: Othello Gyulaházán
- Parti Nagy Lajos: Bivaly-szuflé
- Nényei Pál: Mozgófénykép
- Giuseppe Verdi: A haramiák
- Ivanyos Ambrus: Vonalhúzás
- Jeney Zoltán: Rév Fülöp
- Georges Feydeau, Hamvai Kornél: A hülyéje
- Robert Thomas, Vinkó József: Nyolc nő
- William Shakespeare, Varsányi Anna, Ermanno Wolf-Ferrari: Sly
- Lorenzo Da Ponte, Wolfgang Amadeus Mozart: Così fan tutte
- Hamvai Kornél: Castel Felice
- Sam Holcroft, Zöldi Gergely: Családi játszmák
- Dés Mihály, Kern András: Pesti barokk
- Martin McDonagh: Leenane szépe[17]

### Szerepei
A Színházi adattárban regisztrált bemutatói 2017. november 14-i lekérdezéskor: 6.
- ófrancia széphistória, Tóth Árpád: Aucassin et Nicolette (13-as Stúdió a Magyar Rádió Gyermekszínjátszó társulata, Komédium, 2001.)
- Arisztophanész: Lovagok (13-as Stúdió, Komédium, 2002.)
- Horváth Péter: Európa elrablása (13-as Stúdió, Komédium, 2003.)
- Szabó Borbála: Telefondoktor (Manna Kulturális Egyesület, Bárka Színház, 2011.)
- Egressy Zoltán: Halál Hotel - Mo Csing (Óbudai Társaskör, 2015.)
- Demény Péter, Selmeczi György: Szívem Szeret - Janovics (Kolozsvári Magyar Opera, 2015.)
- Bolba Tamás - Szente Vajk - Galambos Attila: Csoportterápia (Kőszegi Várszínház, 2019.)

## Filmszerepei
- Van egy határ (magyar kisjátékfilm, 2017) - tolmács
- Susotázs (magyar rövidfilm, 2018) - Pál
- Nofilter (magyar websorozat, 2019) - Rendező
- Mintaapák (magyar sorozat, 2020) - Gyuszkó
- A Király (magyar sorozat, 2023) - Értelmiségi barát
- A mi kis falunk (magyar sorozat, 2023) - Értékbecslő
- Mellékhatás (magyar sorozat, 2023) - Tubi

## Zenekarok
1999–2008 között (és alkalmankénti összeállásaikkor azóta is) a The Irish Coffee zenekarban énekelt, gitározott és furulyázott „valamelyest ír zenét”.
2008–2014 között a Firkin zenekar rendes tagja volt énekesként, akusztikus gitáron, ír furulyán és szerzőként is. 2014-től „tiszteletbeli Firkin-tag”.

## Díjai, elismerései
- XIV. Alternatív Színházi Szemle legjobb rendezés díja az "a.N.N.a." című előadás "invenciózus, elmélyült elemzésen nyugvó" rendezéséért (2008)[22]
- Junior Prima díj (2011)
- Pulcinella-díj, a Vidor Fesztivál legjobb terapeutának járó elismerése a Telefondoktor című monodrámában nyújtott teljesítményéért (2014)[23]
- Thália Humorfesztivál - a legjobb stúdióprodukció díj A csemegepultos naplója című darab rendezőjeként, Ötvös Andrással – a darab szereplőjével – megosztva (2015)[24]
- High Wycombe Fisheye Filmfesztivál legjobb színész díja (a Susotázsban nyújtott alakításáért, 2018)[25]
- Szentpétervár Orosz Indie Filmfesztivál legjobb színész díja (a Susotázsban nyújtott alakításáért, 2018)[26]
- Slovenj Gradec-i Shots Nemzetközi Független Rövidfilm Fesztivál legjobb színész díja (a Susotázsban nyújtott alakításáért, 2019)[27][28]